# Transpozycja (matematyka)
Transpozycja – permutacja zbioru skończonego zamieniająca dwa jego elementy.

## Cykle
- Transpozycje są cyklami długości dwa.
- Każdą permutację można przedstawić jako złożenie pewnej liczby transpozycji.

## Przykłady
Rozważmy zbiór {\displaystyle \{1,2,3,4,5\}.} Przykładową transpozycją jest permutacja {\displaystyle {\begin{pmatrix}1&2&3&4&5\\1&4&3&2&5\end{pmatrix}},} w zapisie cyklowym {\displaystyle (2,4),} w zapisie funkcyjnym funkcja {\displaystyle f} zdefiniowana jest jako:
- {\displaystyle f(1)=1}
- {\displaystyle f(2)=4}
- {\displaystyle f(3)=3}
- {\displaystyle f(4)=2}
- {\displaystyle f(5)=5}